# William Onslow, 4. hrabě Onslow
William Onslow, 4. hrabě Onslow (William Hillier Onslow, 4th Earl Onslow, 4th Viscount Cranley of West Clandon, 7th Baron Onslow, 4th Baron Onslow of Cranley) (7. březen 1853, Old Alresford, Anglie – 23. října 1911, Londýn, Anglie) byl britský státník ze starobylého šlechtického rodu Onslow. Jako člen Sněmovny lordů patřil ke konzervativcům a od mládí se zabýval problematikou kolonií a obchodu. Byl guvernérem na Novém Zélandu (1888–1892), britským ministrem zemědělství (1903–1905) a místopředsedou Sněmovny lordů (1906–1911). Je po něm pojmenováno několik geografických lokalit a institucí na Novém Zélandu.

## Politická kariéra
Pocházel ze starobylého šlechtického rodu připomínaného od 12. století, narodil se jako jediný syn George Onslowa (1813–1855), byl prasynovcem Arthura Onslowa, 3. hraběte Onslowa (1777–1870), po němž zdědil peerský titul a statky v hrabství Surrey. Studoval v Oxfordu, ale studia nedokončil, po dosažení plnoletosti vstoupil v roce 1874 do Sněmovny lordů jako 4. hrabě Onslow, zároveň byl od roku 1874 komořím královny Viktorie. V politice se připojil ke konzervativcům a zabýval se především problematikou obchodu a kolonií. Jako státní podsekretář kolonií (1887–1888) byl zároveň mluvčím ministerstva kolonií ve Sněmovně lordů, v roce 1888 byl parlamentním tajemníkem úřadu pro obchod. V roce 1887 byl viceprezidentem koloniální konference konané v Londýně.
V letech 1888–1892 byl guvernérem na Novém Zélandu. Kvůli epidemii tyfu se zpočátku s rodinou vyhýbal hlavnímu městu, později se jako konzervativec dostal do sporu s novozélandskými liberálními politiky. Po návratu do Anglie zastával další vládní funkce, byl státním podsekretářem pro Indii (1895–1900) a státním podsekretářem kolonií (1900–1903). V letech 1903–1905 byl ministrem zemědělství (President of the Board of Agriculture) a od roku 1903 též členem Tajné rady. Po nástupu liberálů k moci v roce 1905 se jako předák konzervativní opozice stal místopředsedou Sněmovny lordů (1906–1911).
Kromě toho byl také prezidentem Královské statistické společnosti (1905–1906) a členem rady hrabství Londýn. Zastával také funkce smírčího soudce a zástupce místodržitele hrabství Surrey, kde vlastnil statky. Koncem 19. století inicioval rozsáhlé úpravy zámeckého parku na hlavním rodovém sídle Clandon Park House (Surrey).

## Manželství a potomstvo
Jeho manželkou byla od roku 1875 Florence Gardner (1853–1934), sestra H. C. Gardnera, který byl v letech 1892–1895 ministrem zemědělství. Z jejich manželství pocházely čtyři děti, dědicem titulu byl starší syn Richard (1876–1945), který zastával řadu vládních funkcí a stejně jako otec byl místopředsedou Sněmovny lordů. Dcera Gwendolen (1881–1966) byla manželkou 2. hraběte z Iveaghu z významné podnikatelské rodiny Guinnessů a v letech 1927–1935 poslankyně Dolní sněmovny. Mladší dcera Dorothy (1885–1976) se provdala za státníka 1. hraběte z Halifaxu.